# Utricularia smithiana
Utricularia smithiana är en tätörtsväxtart som beskrevs av R. Wight. Utricularia smithiana ingår i släktet bläddror, och familjen tätörtsväxter. Inga underarter finns listade i Catalogue of Life.